# Metarhizium anisopliae
Espèce
Metarhizium anisopliae, connu auparavant sous le nom de Entomophthora anisopliae (basionyme), est une espèce de champignons mitosporiques avec une reproduction asexuée de la famille des Clavicipitaceae. Jusqu'à récemment l'espèce renfermait un certain nombre de variétés qui ont acquis maintenant le rang d'espèce. Les nouvelles espèces sont Metarhizium majus, M. lepidiotae et M. acridum (auparavant M. anisopliae var. acridum incluait les isolats utilisés dans la lutte antiacridienne).

## Description
Metarhizium anisopliae est un champignon qui pousse naturellement dans les sols à travers le monde et cause des maladies chez une gamme variée d’insectes en agissant comme un parasite ; il appartient ainsi aux champignons entomopathogènes. Il a été utilisé comme insecticide biologique pour lutter contre certains insectes nuisibles comme les termites, les thrips, etc. et son utilisation dans la lutte contre la transmission du paludisme par les moustiques est sous investigation.
La maladie causée par ce champignon est appelée la muscardine verte à cause de la couleur verte de ses spores. Quand les spores (proprement appelés asques) du champignon sont en contact avec le corps d’un insecte hôte, ils germent et les hyphes qui émergent pénètrent la cuticule. Le champignon se développe alors à l’intérieur du corps tuant l’insecte. La cuticule du cadavre devient souvent rouge. Si l’humidité ambiante est assez élevée, une moisissure blanche pousse sur le cadavre qui très tôt prend une couleur verte comme celle des spores produites. La plupart des insectes vivant au sol ont développé une défense naturelle contre le champignon, mais le champignon est dans une bataille évolutive pour surmonter ces défenses, ce qui a mené un grand nombre de souches à être adaptées à certains groupes d’insectes.

## Lutte biologique
M. anisopliae infecte une large gamme d'insectes y compris des insectes dits « nuisibles » ou des acariens comme les tiques. Par conséquent, des entreprises partout dans le monde ont développé des biopesticides contenant les spores de ce champignon.
Généralement il y a une souche efficace pour chaque groupe d'insectes, par exemple les termites, les mouches des fruits, les thrips, les moustiques, etc.
Les spores microscopiques sont appliquées telles quelles dans les champs affectés ; le plan pour la lutte contre le paludisme est d'enduire des moustiquaires ou des tissus de coton fixés au mur.
Le champignon n’infecte ni les humains ni les animaux ; il est de ce fait considéré comme un insecticide sans danger.

## Systématique
Ilya I. Mechnikov donna le nom Entomophthora anisopliae d'après l'espèce d'insecte à partir de laquelle le champignon avait été isolé pour la première fois, le coléoptère Anisoplia austriaca. C’est un champignon mitosporique avec une reproduction asexuée qui était classifié auparavant dans la classe de forme Hyphomycetes de l'embranchement de forme Deuteromycota (appelé souvent aussi Fungi Imperfecti). Les Deuteromycota ont été utilisés afin de grouper tous les champignons pour lesquels le stade sexué (téléomorphe) n'était pas connu. Ce n'est donc pas un vrai taxon dans le sens classique.
Groupes écologiques, races
- G1 zones agricoles
- G2 zones forestières